# بخش سندی (شهرستان استارک، اوهایو)
بخش سندی (به انگلیسی: Sandy Township) یک منطقهٔ مسکونی در ایالات متحده آمریکا است که در شهرستان استارک، اوهایو واقع شده‌است.
 بخش سندی ۵۳٫۳ کیلومتر مربع مساحت و ۳٬۶۷۹ نفر جمعیت دارد و ۲۹۶ متر بالاتر از سطح دریا واقع شده‌است.